# Joachim Richard
Pour les articles homonymes, voir Richard.
Joachim Richard, né le 12 décembre 1869 à Capdenac-Gare et mort le 22 juin 1960 dans le 16e arrondissement de Paris, est un architecte français.

## Biographie

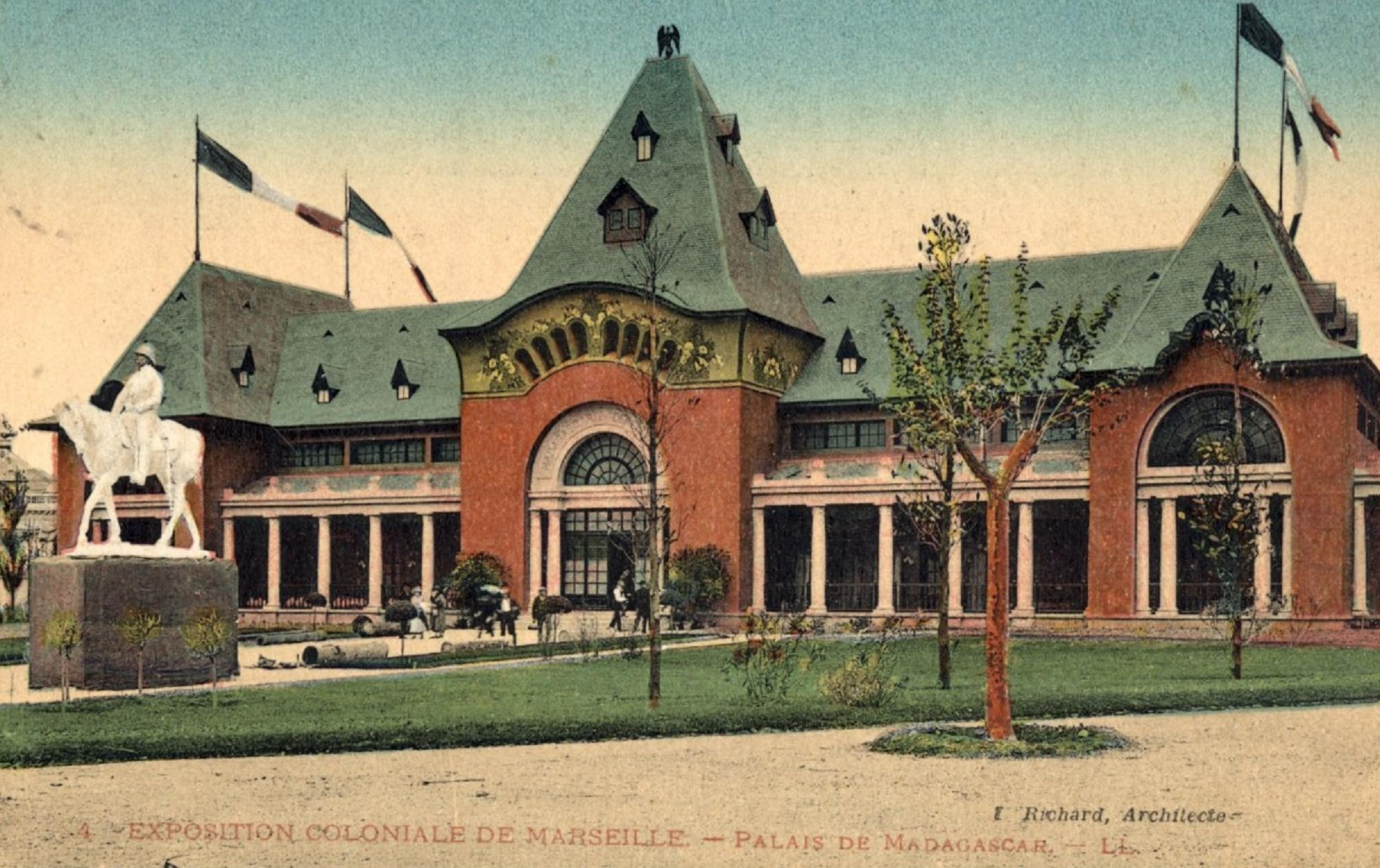
Palais de Madagascar à l'exposition coloniale de 1922, Marseille.

De 1889 à 1893, il se forme à l'école nationale de beaux-arts de paris, élève de Louis-Jules André et Victor Laloux.
Il se marie le 10 août 1894 avec Juliette Schneider ; ils auront cinq enfants. Son aînée Jenny épousera Georges Roehrich.
Il commence sa carrière en tant que dessinateur chez Henri Audiger, architecte à Paris, à partir de 1892, puis il est son associé de 1894 à 1908. À partir de 1908, il a son agence personnelle 15 avenue Perrichont à Paris. De 1925 à 1931, il est associé à son gendre Georges Roehrich qui réside à Saint-Raphaël (Var).
À partir de 1932 et jusqu'en 1945, son fils Georges Richard, après sa formation à l’École des beaux-arts, rejoint l'agence.
Durant sa longue carrière, il réalise un nombre considérable de projets.
Il meurt le 21 juin 1960 à Paris.

## Quelques réalisations
- 1907 : immeuble, 40, rue Boileau à Paris ;
- 1907 : immeuble, 15, avenue Perrichont à Paris ;
- 1908 : Grand hôtel de la Poste, 72, rue Jeanne-d'Arc à Rouen ;
- 1913 : immeuble, 44, rue du Bois de Boulogne à Neuilly-sur-Seine ;
- 1914 : immeuble, 50, rue de Longchamp à Neuilly-sur-Seine ;
- 1920-1922 : deux pavillons et les palais du Maroc et de Madagascar à l'exposition coloniale de Marseille (1922)[4].

## Source
- Mathilde Dion et Éric Furlan, Joachim Richard (1869-1960), 2001, lire en ligne